# イジー・ペリカーン
イジー・ペリカーン（Jiří Pelikán, 1923年2月7日 – 1999年6月26日）は、チェコスロバキア出身のジャーナリスト、政治家。「プラハの春」（1968年）の際の改革派指導者であった。のちイタリアに亡命し、同国選出の欧州議会議員（イタリア社会党）になった。

## 経歴
チェコスロバキアのオロモウツに生まれる。1939年、ナチス・ドイツの占領下で亡命状態にあったチェコスロバキア共産党の党員になる。第二次世界大戦後、総選挙で選挙運動に参加し、地元選挙区での共産党の勝利に尽力した。1953年から1963年まで、共産党員が主導していた国際学生連合で指導的立場を務める。ついで1968年までチェコスロバキア国営テレビのディレクターとなる。
マスコミ人、そしてチェコスロバキア国会議員として1968年の「プラハの春」の指導的役割を演じた。オーストリア放送協会のヘルムート・ツィルクと協力して東西陣営の国境を越えた放送を実現し、改革に関する議論を生放送した。同年8月20日にワルシャワ条約機構軍がチェコスロバキアに介入すると、プラハで言論による抵抗運動を組織した。グスターフ・フサーク率いる反改革派による支配が完成すると1969年にチェコスロバキアを去り、イタリアに亡命した。
イタリアではイタリア社会党に入党し、1979年から1989年まで欧州議会議員を務めた。ビロード革命後、1990年から翌年まで故国の大統領となったヴァーツラフ・ハヴェルの顧問を務めた。長年の病気の後1999年にローマで死去した。享年76。

## 人物
ペリカーンはチェコ人の女優イトカ・フラントヴァと結婚していた。彼女はオーストリアのテレビドラマ出演で有名になった。
2009年になって、ペリカーンが1960年から1961年にかけて、チェコスロバキアの諜報機関に協力したという疑惑が浮上した。ドイツ民主共和国の学生自由運動指導者ディーター・コニエツキを東ベルリンで逮捕して、のちプラハでスパイ容疑により10年間服役させたことに関係したという。